# Opération Algeciras
Pendant Guerre des Malouines
L’opération Algeciras est une opération de sabotage par les services secrets argentins d'un navire de guerre de la Royal Navy britannique à Gibraltar, pendant la guerre des Malouines. L'opération est déjouée. En imaginant cette opération, les Argentins pensaient que si la Royal Navy se sentait vulnérable en Europe, elle déciderait de maintenir des navires dans les eaux européennes plutôt que de les envoyer aux îles Malouines.
Un commando argentin observe le trafic maritime des navires de guerre britanniques dans la région de Gibraltar, depuis l'Espagne, au début de l'année 1982, attendant l'ordre d'attaquer une cible lorsque l'ordre en serait donné, à l'aide d'hommes-grenouilles et de mines limpet italiennes.
Le plan consistait à faire partir les plongeurs d'Algeciras, qu'ils traversent la baie jusqu'à Gibraltar, sous couvert de l'obscurité, qu'ils fixent les mines au navire britannique pris pour cible et qu'il reviennent à Algeciras à la nage. Les détonateurs seraient réglés pour permettre aux hommes-grenouilles de retraverser la baie en sens inverse avant l'explosion des mines. Le plan est déjoué après que la police espagnole, alertée, n'arrête les membres du commando avant que l'attaque n'ait pu être menée.

## Planification et  participants à l'opération
L'opération est conçue, ordonnée et suivie en direct par l'amiral Jorge Anaya qui, à l'époque, était l'un des membres de la junte militaire et le commandant-en-chef de la Marine argentine. Le plan, considéré comme top secret était inconnu des autres membres du gouvernement argentin. Anaya avait convoqué dans son bureau l'amiral Eduardo Morris Girling, qui était responsable du service de renseignement de la Marine argentine, afin de lui expliquer l'intérêt que le pays avait à frapper la Royal Navy en Europe. Girling est chargé d'élaborer le plan et de sélectionner les hommes qui le mettraient en œuvre mais Anaya conserve la responsabilité de l'opération.
Frapper au Royaume-Uni est envisagé dans un premier temps mais l'idée est abandonnée car les commandos auraient eu des difficultés à passer inaperçus et l'Espagne est choisie car les Argentins pouvaient s'y faire passer plus aisément pour des touristes.
L'homme choisi pour diriger l'opération est Héctor Rosales, un agent du renseignement et ancien officier de marine. Il est chargé de la supervision des équipes sur le terrain mais pas de la pose des mines qui est laissée à des experts.
Trois anciens membres de la guérilla péroniste, des Montoneros, acceptent de participer à l'opération malgré la répression des Montoneros par les militaires argentins.
Le chef du commando est Máximo Nicoletti, un plongeur expert en explosifs sous-marins. Son père avait servi dans une équipe de démolition sous-marine de la Marine italienne pendant la Seconde Guerre mondiale et il possède aujourd'hui un magasin vendant des articles de plongée. Au début des années 1970, Nicoletti rejoint les Montoneros et prend part à des actions urbaines qualifiées de « terroristes » par la junte militaire. Le 1er novembre 1974, Nicoletti place une bombe déclenchable à distance sous le yacht du chef de la police fédérale argentine, Alberto Villar. Ce dernier, ainsi que sa femme, sont tués dans l'explosion. Le 22 septembre 1975, alors que le destroyer ARA Santísima Trinidad était encore en construction à Buenos Aires, Nicoletti place une charge explosive sous sa coque causant son naufrage.
Plus tard, Nicoletti est arrêté par le Grupo de Tareas 33/2 des Escuela de Mecánica de la Armada (ESMA) mais il échappe à une lourde peine en coopérant avec les autorités.
Sa coopération et son expertise lui permettent d'être choisi pour mener une attaque sous-marine similaire contre un navire chilien au sommet des tensions entre le Chili et l'Argentine pendant le conflit du Beagle. Cette attaque ne sera pas menée car les désaccords entre les deux pays seront finalement réglés de manière pacifique. Nicoletti est ensuite envoyé au Venezuela en tant qu'espion mais il est démasqué et doit rentrer en Argentine. Peu de temps après, il s'installe à Miami, mais quand il apprend l'invasion argentine des îles Malouines il entre immédiatement en contact avec le gouvernement argentin pour savoir si ses services sont requis et il reçoit l'ordre de rentrer à Buenos Aires.
Les deux autres membres du commando, également d'anciens Montoneros, sont Antonio Nelson Latorre, surnommé « Diego, el Pelado » (ou « el Pelado Diego ») et un autre homme surnommé « Marciano » dont l'identité exacte reste à ce jour inconnue. Les deux hommes avaient déjà épaulé Nicoletti lors de sabotages antérieurs.
Dans l'éventualité d'une capture de ses agents, l'Argentine nierait avoir connaissance de l'opération. Les agents avaient reçu pour consigne de dire qu'ils étaient des patriotes argentins agissant de leur propre initiative. Ils avaient reçu pour ordre de couler un navire de guerre britannique après avoir reçu l'ordre express d'Anaya de ne rien faire qui puisse impliquer l'Espagne ou embarrasser les autorités espagnoles.
Lors de la préparation de l'opération en Argentine, il est décidé qu'acquérir ou fabriquer des explosifs en Espagne serait trop difficile. Deux mines explosives disposant de détonateurs pourvus de minuteurs seraient envoyées en Espagne par valise diplomatique et seraient livrées aux hommes du commando sur place. Des mines limpet italiennes sont acquises à cet effet et envoyées en Espagne par valise diplomatique, comme prévu.

## Situation en Espagne à l'époque
En Espagne, le climat politique est à l'époque assez instable, le gouvernement de Leopoldo Calvo Sotelo faisant face à une contestation politique sur plusieurs fronts, y compris de la part de l'armée qui ne lui fait pas confiance. La fin des procès des responsables de la tentative de coup d'État du 23 février 1981, mené un an plus tôt, approche ce qui ajoute aux tensions. Le groupe basque ETA est alors très actif et les barrages routiers dressés par la police sont courants.
La Coupe du monde de football de 1982 étant organisée par l'Espagne, la police est en état d'alerte maximum, traquant toute activité terroriste ou suspecte. La police avait demandé à la population, en particulier aux professionnels de l'industrie du tourisme, de se montrer vigilante et de rapporter tout ce qui semblerait inhabituel.

## Exécution du plan
Les membres du commando reçoivent des passeports argentins avec de faux noms indiquant une entrée sur le territoire espagnol antérieure à l'arrivée effective des hommes. Il s'agit de permettre au gouvernement argentin de pouvoir nier toute implication dans l'hypothèse où le commando serait découvert. Les faux passeports sont réalisés par un autre ancien Montonero, Víctor Basterra.
Le 24 avril, Nicoletti et Latorre quittent Buenos Aires pour Paris où le passeport de Latorre attire l'attention des autorités françaises mais ils sont finalement autorisés à poursuivre leur voyage par avion jusqu'à Málaga. Les Argentins emportent alors leurs équipements militaires de plongée en circuit fermé, dans leurs bagages et passent la douane sans éveiller de soupçon. Ils ont, sur eux, une forte somme d'argent en dollars américains et payent tout en espèces.
Ils descendent tous les deux dans un hôtel à Estepona et passent quelques jours à reconnaître les environs, puis ils se rendent à Madrid dans une voiture de location pour rejoindre Rosales et Marciano. Ils louent ensuite deux autres voitures à Madrid et se rendent aux bureaux de l'attaché naval argentin pour récupérer les mines. Pendant la durée de leur séjour en Espagne, les membres du commando communiquent quotidiennement par téléphone avec l'attaché naval argentin, basé à l'ambassade d'Argentine à Madrid, qui, à son tour, transmet les informations à ses supérieurs à Buenos Aires.
Le commando, composé désormais de quatre hommes, voyage désormais dans trois voitures. Les Argentins redescendent dans le sud du pays en utilisant les principaux axes routiers. Les mines sont transportées dans un simple sac, déposé dans le coffre de l'une des voitures. Leur forme et leur apparence auraient clairement indiqué qu'il s'agissait d'explosifs si elles avaient été aperçues par des témoins extérieurs. Tandis que des histoires de couverture plausibles pourraient être inventées pour justifier la présence d'équipements militaires de plongée, il aurait été compliqué de justifier le transport d'explosifs militaires. Les hommes du commando se montrent donc très prudents pour ne pas être arrêtés aux postes de contrôle dressés par la police espagnole.
Ils voyagent en direction du sud séparément, Nicoletti remplissant le rôle d'éclaireur et les deux voitures le suivant à dix minutes d'intervalle. Les hommes ne disposaient pas de moyen de communiquer entre eux, sauf visuellement. Nicoletti rencontre un barrage de police et fait demi-tour pour prévenir ses complices. Bien qu'il ait signalé le barrage, la deuxième voiture ne voit pas ses signes et continue jusqu'au barrage de la police, elle parvient également à faire demi-tour. Les trois voitures parviennent à éviter le barrage sans se faire apercevoir. Les hommes décident alors de continuer vers le sud en empruntant des axes secondaires.
Lorsqu'ils approchent d’Algésiras, les membres du commando descendent dans trois hôtels différents et ils changeront d'hôtels régulièrement dans les semaines suivantes. Ils règlent leur note toutes les semaines, toujours en espèces, ce qui finira par éveiller des soupçons et conduira à leur arrestation. Ils conservent les explosifs dans l'une des voitures et utilisent les deux autres pour se déplacer.
Durant les premiers jours sur place, ils surveillent la baie d’Algésiras et cherchent le meilleur endroit pour entrer dans l'eau et observer le trafic maritime entrant et sortant de Gibraltar. La surveillance à Gibraltar se révèle moins importante que prévu : deux postes de sentinelles sont vides et seul un bâtiment patrouille dans la zone autour du port.
Ils font l'acquisition d'un canot gonflable pour traverser la baie en partie, ainsi qu'un télescope et du matériel de pêche pour se couvrir s'ils viennent à être arrêtés. Le plan prévoyait que les hommes entreraient dans l'eau vers 18 h 0, traverseraient la baie à la nage, qu'ils posent les mines vers minuit, qu'ils fassent le chemin inverse à la nage et qu'ils ressortent à 5 h 0 du matin. Les mines seraient déclenchées peu après.
Les hommes prendraient ensuite la direction de Barcelone, traverseraient la France, puis l'Italie d'où ils prendraient un vol pour l'Argentine.
La première fenêtre d'action apparaît lorsqu'un dragueur de mines britannique entre dans Gibraltar, mais Anaya considère que la cible n'est pas suffisamment importante pour justifier les efforts déployés. Quelques jours plus tard, Nicoletti suggère de couler un important pétrolier ne battant pas pavillon britannique, ce qui aurait bloqué le port de Gibraltar pendant plusieurs mois, mais Anaya refuse car une marée noire et le désastre écologique qui en aurait résulté n'aurait pas manqué de susciter l'indignation en Espagne, d'affecter le secteur du tourisme et aurait pu affecter d'autres pays méditerranéens.
Pendant des semaines, les membres du commando continuent leur routine changeant d'hôtels et de voitures de location. Au même moment, le corps expéditionnaire britannique avait déjà commencé son voyage vers les îles Malouines.
Finalement, une cible à haute valeur stratégique, la frégate HMS Ariadne, arrive à Gibraltar le 2 mai, mais Anaya refuse à nouveau sa permission, cette fois parce que le Président du Pérou, Fernando Belaúnde Terry, avait suggéré un plan de paix global et qu'Anaya croyait que ce plan pouvait déboucher sur une résolution pacifique du conflit, plan de paix qui serait réduit à néant si une attaque se produisait dans le même temps à Gibraltar.
Plus tard dans la journée, le croiseur argentin ARA General Belgrano est coulé par le sous-marin d'attaque britannique HMS Conqueror.
Le lendemain, 3 mai, Nicoletti anticipe que la permission serait désormais octroyée par Anaya et, les hostilités ayant éclaté, il demande si le commando pourrait déclarer servir au sein de l'armée argentine s'ils étaient arrêtés. Ce point leur est refusé mais ils reçoivent l'ordre d'exécuter le plan.

## Échec de l'opération
Le lendemain, Nicoletti se lève tard comme il en a l'habitude, le plan prévoyant en effet une action de nuit, alors que Latorre et Rosales se rendent à l'agence de location pour prolonger la location des voitures d'une semaine. Le propriétaire de l'agence, Manuel Rojas, était devenu suspicieux lors des précédentes venues des deux hommes. Il avait remarqué que les hommes disposaient, sur eux, d'autres clés de voitures louées dans d'autres agences de location, qu'ils payaient toujours en espèces en utilisant des dollars américains et qu'ils ne se présentaient jamais au moment convenu, soit en avance soit en retard.
En raison de ses soupçons, il avait alerté la police, qui lui avait demandé de leur téléphoner la prochaine fois que l'un des hommes se présenterait et de tenter de le retenir jusqu'à leur arrivée. Il appelle la police et les hommes sont arrêtés. La police entreprend alors d'arrêter les deux autres membres du commando et elle trouve Nicoletti et Marciano toujours endormis. La police espagnole pense dans un premier temps avoir arrêté une bande de criminels mais, contrairement aux ordres qu'il avait reçus, Nicoletti déclare rapidement que lui et ses hommes sont des agents argentins.
Le Ministre de l'Intérieur espagnol, Juan José Rosón, demande au chef de la police de Málaga, Miguel Catalán, de garder ces arrestations secrètes. Le gouvernement espagnol décide d'expulser les quatre hommes sans procès afin d'éviter de rendre l'affaire publique.
La police espagnole reçoit l'ordre d'emmener les détenus à Málaga. Nicoletti déclarera que dès lors que les policiers avaient appris qu'ils n'étaient pas des criminels de droit commun, leur attitude à leur égard changea et devint plus favorable. La police laissa notamment Nicoletti manipuler les explosifs, ce dernier étant un spécialiste en la matière (contrairement aux policiers). Puis Nicoletti invita les hommes qui l'accompagnaient à déjeuner. Le convoi policier, transportant les explosifs, s'arrêta dans un restaurant sur le bord d'une route. Il retournèrent ensuite à l'hôtel récupérer les affaires des hommes avant de rejoindre le quartier-général de la police de Málaga.
Par coïncidence, le chef du gouvernement Leopoldo Calvo Sotelo, était en campagne à Málaga et ordonna que les Argentins soient transférés discrètement à Madrid dans l'un des avions qui avaient été affrétés pour la campagne électorale. Les Argentins ne seront pas interrogés ni jugés. Ils sont par la suite transférés aux îles Canaries toujours sous escorte policière et, finalement, ils sont placés dans un vol à destination de Buenos Aires sans escorte. Ils embarquent avec leurs passeports que les Espagnols savaient désormais être des faux. L'Espagne avait récemment rejoint l'OTAN et Sotelo souhaitait éviter toute tension avec le Royaume-Uni et l'Argentine. Renvoyer les agents discrètement semblait pour lui être la meilleure option.
Côté espagnol, l'expulsion est gérée entièrement par la police et par le Ministère de l'Intérieur ; le CESID (l'agence espagnole de renseignement militaire) ne sera pas informée ni impliquée. L'opération ne sera révélée par les différents participants que de nombreuses années plus tard. La police espagnole reçut l'ordre de détruire tous les rapports associés aux agents argentins. À la dernière minute, alors que les hommes étaient déjà à l'aéroport, le chef de la police réalisa qu'il n'avait pas relevé l'identité des agents et appela pour qu'une photo des hommes soit prise. À l'aéroport, les policiers chargés de prendre les photos réalisèrent qu'il serait étrange de prendre des photos d'identité en public, ils décidèrent alors de prendre une photo de groupe des hommes du commando, comme s'il s'agissait d'un groupe de touristes. Cette photo n'a pas pu être retrouvée.

## Développements ultérieurs
Un article publié par le Sunday Times en octobre 1983 intitulé « How Argentina tried to blow up the Rock » (en français : « Comment l'Argentine a essayé de faire exploser le Rocher ») expose les conditions de l'opération mais comprend de nombreuses erreurs en raison du manque d'informations disponible à l'époque.
L'écrivain argentin Juan Luis Gallardo écrit un roman basé sur cette opération, intitulé Operación Algeciras.
En 2003, un documentaire est réalisé sur l'opération : Anaya, Nicoletti et d'autres participants y sont interviewés. L'écrivain britannique Nigel West, spécialisé dans les opérations secrètes, racontera à l'équipe du documentaire que le Royaume-Uni était au courant de l'opération en raison d'écoutes téléphoniques réalisées entre l'ambassade d'Argentine à Madrid et le gouvernement à Buenos Aires et que les autorités espagnoles avaient été prévenues de l'opération, mais cela est peut-être erroné.